# Georg Christian Schemelli

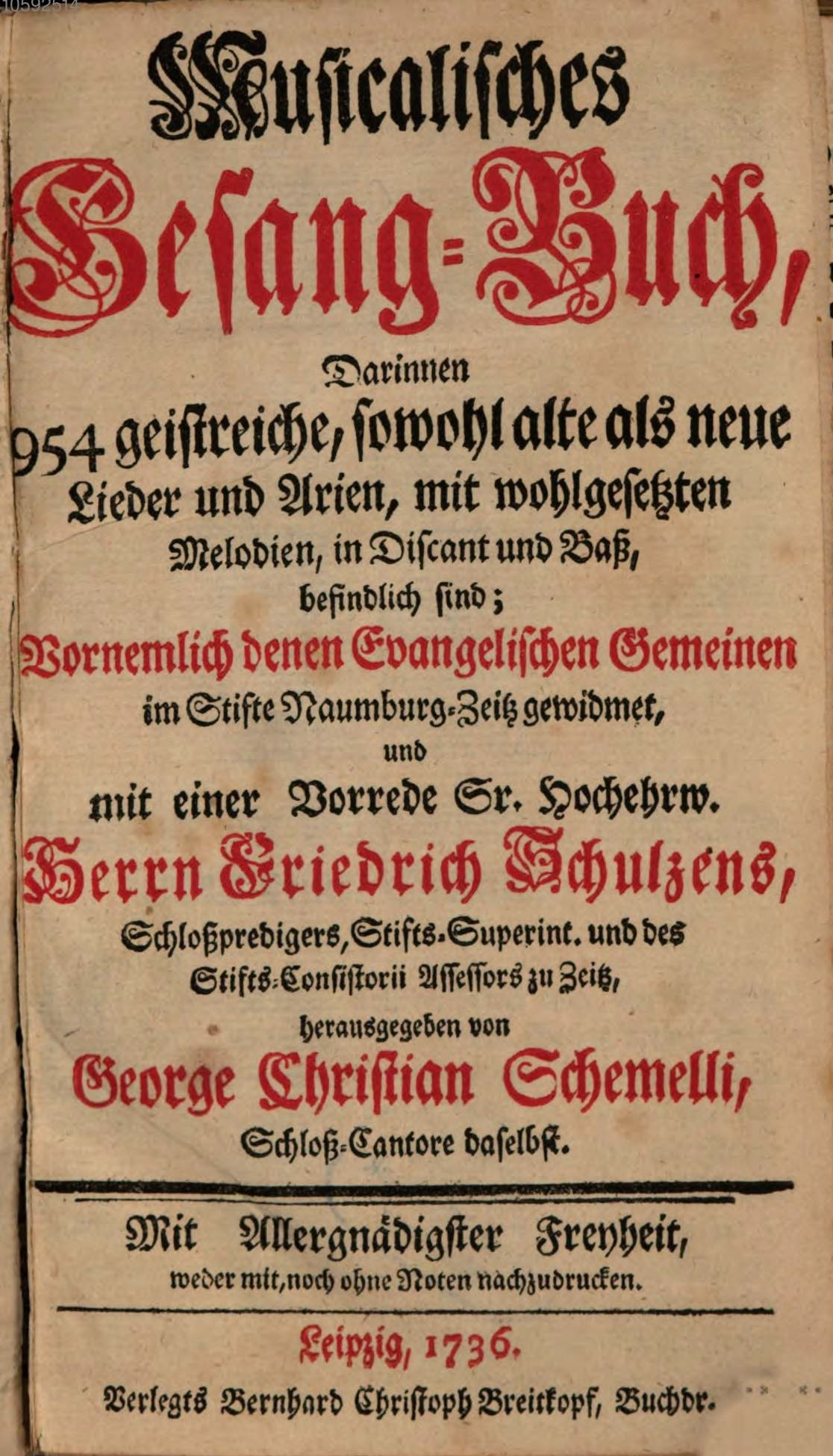
Titelblad van het Musicalisches Gesang-Buch

Georg Christian Schemelli (Herzberg, 1676/1678/1680 - Zeitz, 5 maart 1762) was een Duits cantor en samensteller van een gezangenboek waaraan ook Johann Sebastian Bach meewerkte.

## Leven
Schemelli was van 1695 tot 1700 leerling aan de Thomasschule in Leipzig. In 1707 werd hij benoemd tot cantor in Treuenbrietzen, en in 1727 hofcantor in Zeitz, waar hij tot 1758 bleef werken.

## Werk
Schemellis Musicalisches Gesang-Buch is zijn enige bekende publicatie. Het gezangboek verscheen in 1736 in Leipzig. Het bevat 954 geestelijke gezangen, waarvan er 69 in notenbeeld zijn afgedrukt. Hierbij werd dan een melodielijn en baslijn met akkoordbecijferingen genoteerd. De teksten zijn geselecteerd in de traditie van het piëtisme en zijn vermoedelijk bedoeld voor muzikale begeleiding van gebeurtenissen in huiselijke kring. Veel van de liederen hebben meer het karakter van een eenvoudige aria dan van een koraal.

## Bachs aandeel
Het contact van Schemelli met Bach is vermoedelijk tot stand gekomen via Bachs zoon Christian Friedrich, die van 1733 tot 1735 eveneens leerling aan de Thomasschool was en aansluitend aan de universiteit in Leipzig studeerde. Het is niet duidelijk in welke mate Bach aan de compositie van de 69 in noten afgedrukte liederen heeft meegewerkt. Weliswaar zijn deze 69 composities opgenomen in de Bach-Werke-Verzeichnis onder de nummers BWV 439 tot en met BWV 507, maar alleen BWV 452 (Dir, dir Jehova, will ich singen), 478 (Komm, süßer Tod) en 505 (Vergiss mein nicht, vergiss mein nicht) worden in recent Bach-onderzoek onomstotelijk aan Bach toegeschreven. In de overige liederen zou Bach in de totstandkoming van de becijferde baslijn en soms in de melodieën een hand kunnen hebben gehad.